# Аглаоника (кратер)
Аглаоника (на английски: Aglaonice) е ударен кратер разположен на планетата Венера. Той е с диаметър 63,7 km, и е кръстен на Аглаоника – гръцка астроном.